# Eladio Santos
Eladio Santos es un compositor español de indie pop. Es conocido en la actualidad a nivel nacional por la colaboración en grupos como Medusa, Foggy Mental o Eladio y los Seres Queridos, siendo este último en el que lleva involucrado desde 2005 hasta la actualidad.

## Trayectoria musical

### Medusa
Medusa es un grupo gallego de pop-rock de principios del 2000, con letras en español. En 2003 editaron la entrega discográfica "Larga duración".
Este grupo se inició con la composición de "Que estalle una bomba", a la cual Eladio Santos quiso añadir un sonido. A partir de esto, Eladio quiso formar un grupo que tocase canciones como esa. El disco fue editado por GASA, que pertenece a la multinacional Warner Music Group. Esto les ayudó a ser conocidos no solo en la ciudad viguesa, sino en el resto del territorio español.
Las canciones de este grupo son sencillas pero con un objetivo claro: llegar al oyente de forma directa. El tema de estas suele girar en torno al desamor o la juventud y su tránsito hacia la madurez, que reflejan la vida de los componentes del grupo en ese momento. Todas las canciones están escritas en español.

### Eladio y los seres queridos
En diciembre de 2007 publicó su primer álbum en formato CD como "Eladio y los seres queridos". Este álbum fue Esto que tienes delante, cuya primera edición se vendió en cuestión de días. El álbum se grabó en Grabaciones en el mar, y fue producido por Juan de Dios en sus estudios Casa de Dios en Madrid.
El año 2008 fue de gran importancia para este grupo indie pop, ya que fue reconocido en primavera como nuevo talento FNAC y su videoclip "Espanha a las 8" obtuvo el premio del público en el Festival de Cortos de Cans. Todo esto les llevó a convertirse en el centro de atención de las televisiones gallegas. Esto le condujo a ser un grupo conocido por toda España que iría formando fieles seguidores tras sus actuaciones.
En 2011, lanzan su segundo álbum llamado Están Ustedes UnidosPremio Martin Codax .
En 2014 editan "Orden invisible" Como Están Ustedes unidos producido por Manuel Colmenero y Javier Carretero
En 2017 "Cantares" Premio MIN mejor álbum en gallego.
En 2018 "Historias de Caza"Premio Martin Codax
y en 2020 "Academia"
Eladio Santos también colabora, ha compuesto o coescrito canciones con artistas como Esther Zecco; Luz Casal, Cora Velasco, Pablo Lesuit o Tony Lomba

## Discografía
- Esto Que Tienes Delante (2007)

1. Mentes Cerradas
2. No Quiero Perderte
3. Espanha a las 8
4. Hay Luz
5. Medidas Desesperadas
6. Es Lo Que Vemos Por La Tv
7. Desnuda La Verdad
8. Sueño De Dios
9. La Rabia Y El Veneno
10. Leyes Del Amor
11. La Suprema Satisfacción
12. Al Himalaya

- Están Ustedes Unidos (2011)

1. La Cruz
2. Están Ustedes Unidos
3. Miss Europa
4. Con el Corazón en la Mano
5. Viviendo con Miedo
6. El Tiempo Futuro
7. Millón de Millones
8. Eso no es Así
9. Non Quero Perderte
10. Pedimos Perdón
11. Toneladas de la Nada
12. Las Madres Están Cansadas

- Orden Invisible (2014)

1. Seremos Santos Inocentes
2. Niño Salvaje
3. Eternamente
4. Los Dinosaurios
5. Bella Durmiente
6. La Misa
7. Highway to Heaven
8. Dispositivo Celestial
9. El Hundimiento
10. El Silencio
11. Te Espero Aquí
12. Junto a los Seres Queridos

Cantares (2016)
Historias de Caza(2018)
Academia(2020)
Estëreo Estrada ( 2024)

## Videoclips
- Espanha a las 8
- El tiempo futuro
- Seremos santos Inocentes